# Рассом, Леон
Леон Рассом (англ. Leon Russom; род. 6 декабря 1941, Литл-Рок, Арканзас, США) — Американский телевизионный актёр, не единожды номинировавшийся на премию «Эмми». Наибольшую известность получил благодаря ролям в фильмах «Большой Лебовски» и «Железная хватка», и сериалам «Звёздный путь: Глубокий космос 9», «Побег», «Кости» и «Детектив Раш».

## Биография
Леон Рассом родился 6 декабря 1941 года в городе Литл-Рок, Арканзас, США. Свою актёрскую карьеру Рассом начал в 1960-е годы с ролей в ряде телесериалов, таких как «Другой мир» и «Миссия невыполнима». Также сыграл в фильме «Серебряная пуля».
В 1991 году Рассом получил номинацию на премию Эмми в категории «лучший актёр второго плана» за роль в мини-сериале «Долгая дорога домой».
В 1990-е — начале 2000-х годов Рассом начал играть в более известных фильмах и сериалах с криминальной тематикой таких, как «Закон Лос-Анджелеса», «Детектив Раш», «Кости», «Побег», «Закон и порядок», «Военно-юридическая служба», «Полиция Нью-Йорка» и других.
В 2010 году снялся в рекламном ролике одного из казино Лас-Вегаса.

## Частичная фильмография
- 1985 — Серебряная пуля — Боб Кослоу
- 1987 — Нет выхода — Кевин Обрайн
- 1991 — Он сказал, она сказала — Герри
- 1991 — Звёздный путь 6: Неоткрытая страна — командир Билл
- 1993 — Приключения Гека Финна — муж Леди
- 1994 — Двойной дракон — шеф Деларио
- 1996 — Фантом — майор Кребс
- 1998 — Большой Лебовски — шеф полиции Малибу
- 2000 — Военный ныряльщик — Дектер
- 2001 — В тылу врага — Эд Буннет
- 2005 — Побег — генерал
- 2010 — Железная хватка — Шериф
- 2018 — Тихое место — Мужчина в лесу